# Poncet Island
Poncet Island ist eine in etwa hufeisenförmige Insel im Archipel Südgeorgiens im Südatlantik. Sie ist die östlichste der Kuprijanow-Inseln und liegt vor der Einfahrt zur Diaz Cove. Die Insel ist Brutgebiet einiger unterschiedlicher antarktischer Meeresvögel.
Das UK Antarctic Place-Names Committee benannte sie 2006. Namensgeber ist das Ehepaar Sally (* 1954) und Jérôme Poncet (* 1946), das sich bis dahin über 30 Jahre mit der Erforschung der Vogelwelt Südgeorgiens befasst hatte.